# Tercera Orden de San Francisco

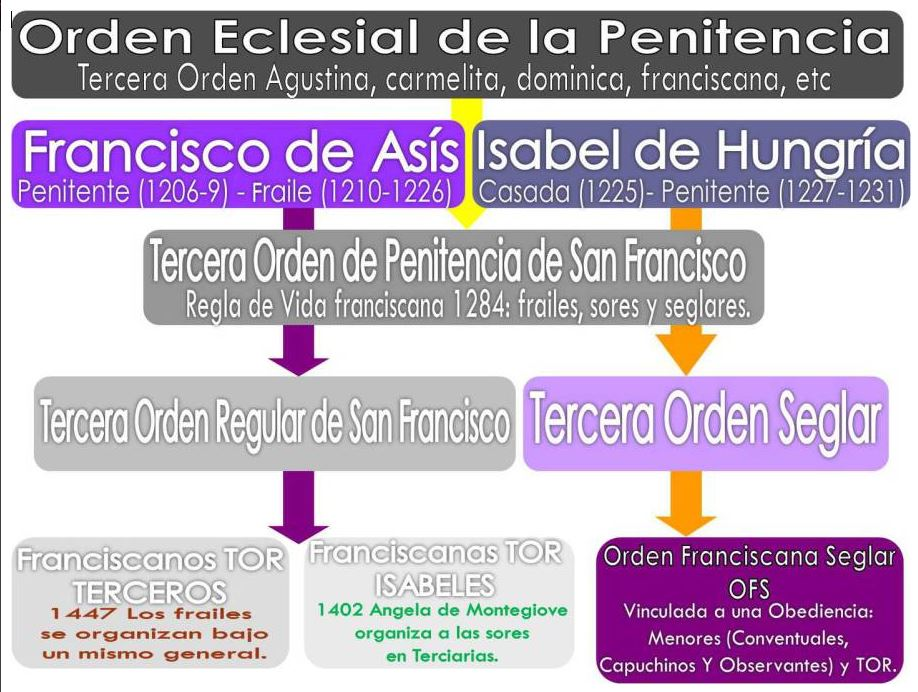
Desarrollo de la Tercera Orden Regular y Seglar de San Francisco

Tercera Orden Regular de Penitencia de San Francisco es la nomenclatura con la que se conoce la Tercera Orden de San Francisco y que, con un origen común, da lugar a lo que hoy se conoce como TOR (Franciscanos y Franciscanas TOR) y OFS (Orden Franciscana Seglar). La denominación de TERCERA, no viene del orden cronológico de aparición, sino de su origen en la Orden de Penitencia (serán las terceras órdenes).
Esta gran Orden es parte de la gran Orden de la Penitencia eclesial a la que se une Francisco de Asís durante los tres años siguientes de su conversión. Una vez que Francisco comienza un estilo de vida diferente, con un grupo de jóvenes llamados «penitentes de Asís», recibe del Papa una aprobación oral de Regla para no ser confundido con herejes. 
Las fraternidades penitenciales a las que se vinculó el joven Francisco continuaron su andadura. Él, sin embargo, siguió vinculado a ellas aunque comenzara su vida común con lo que se conocerá como los Hermanos Menores, y les deja como legado una Carta espiritual, la Segunda Carta a Todos los Fieles y el estatuto jurídico Memoriale Propositi -ambos de 1221- para permitir su supervivencia en el tiempo. Estos dos escritos son el fundamento espiritual de los «penitentes» de ámbito franciscano.
Tras el Memoriale Propositi y una vez ya sin Francisco, el papa Nicolás IV aprueba en 1289, la Regla y Forma de Vida de los Hermanos y Hermanas de la Orden de la Penitencia, por medio de la bula «Supra Montem». Con este documento la Orden de la Penitencia se consolida como una orden franciscana estable. 
La Regla actual de la TOR (Tercera Orden Regular de Penitencia) es una síntesis de las reglas revisadas a lo largo de la historia. Actualmente es una de la Reglas más profesadas de la Iglesia y que ampara a los Franciscanos TOR, a unas treinta congregaciones masculinas y unas trescientas cincuenta femeninas. 
La Venerable Orden Tercera (V.O.T.) es el antiguo nombre de lo que hoy es la Orden Franciscana Seglar. Está unida a la TOR hasta la revisión propiciada por el Concilio Vaticano II. A partir de 1978 posee una Regla de conformada por laicos consagrados que poseen una forma de vida particular. Con fundamento en Francisco de Asís. Forma parte de la familia franciscana: Primera Orden, de Hermanos Menores; Segunda Orden, de Clarisas; y Tercera Orden, de laicos consagrados y Orden Regular.
De este modo, Francisco constituyó las tres Órdenes, institucionalmente autónomas e independientes. Su vitalidad espiritual, sin embargo, necesita del mutuo apoyo “en comunión vital recíproca”. Pablo VI aprobó la última Reforma de la Regla con el Breve Apostólico Seraphicus Patriarcha de 1978, en el cual la llama Orden Franciscana Seglar.

## Historia

### Orden Franciscana Seglar

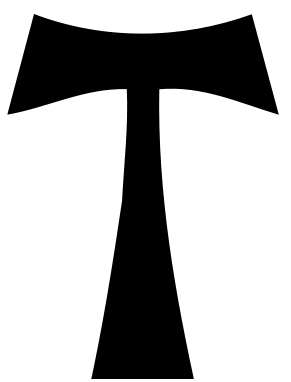
Cruz de tau, distintivo de la O.F.S

San Francisco de Asís fue un ejemplo para clérigos y laicos y muchos siguieron esa forma de vida. En 1209 san Francisco fundó su Primera Orden para frailes y en 1212 fundó la Segunda Orden para monjas. En el año 1221 después del interés de muchos laicos por la vida evangélica de Francisco de Asís, funda la Orden de Hermanos y Hermanas de la Penitencia (la tercera en orden cronológico, por ello se le conoce como la "Tercera Orden"), dando como norma de vida el vivir el Evangelio, documentado en la Primera Carta a Todos los Fieles (considerada como la Protorregla de la O.F.S.). Más adelante, en el mismo año 1221, el papa Honorio III aprobó el Memorial del propósito de los hermanos y hermanas de penitencia que viven en sus propias casas, primera norma usada por la orden de penitencia franciscana. Fue aprobada canónicamente en 1223 y fue llamada Tercera Orden en 1230. El papa Nicolás IV con la bula Supra montem del 18 de agosto de 1289 aprueba una nueva Reforma de la Regla.
León XIII aprobó una reforma de la Regla con la bula Misericors Dei Filius de 1889. Pablo VI aprobó la última Reforma de la Regla con la bula Seraphicus Patriarcha de 1978.

### Tercera Orden Franciscana Regular
En 1323 se aprueba la carta Altissimo in divinis de Juan XXII para dar validez a los votos solemnes. En 1443 cuando la Orden se constituya como Congregación General de carácter Regular con Eugenio IV. Cuatro años después, el Papa Nicolás V autoriza a los penitentes Terciarios para elegir un visitador general propio y, en 1448, encontramos al primer general de la Tercera Orden Regular como Orden confederada: Fr. Bartolomé Bonamati de Perusa.
En España ya se tienen noticias de los penitentes franciscanos en 1233. Por su carácter laical y popular, se extienden rápidamente por el noroeste y sudoeste de la península con su hábito gris. Los frailes son denominados por el pueblo como "Terceros" y las monjas "Isabeles", y de ello dan cuenta las plazas de las zonas de Andalucía y Galicia. Así como en el centro de Europa: Utrecht en 1401, Flandes en 1413, Colonia en 1427, España en 1442, Lieja en 1443, Italia en 1447, Irlanda en 1456 y Dalmacia en 1473. En 1480 el papa Sixto IV decretó que todos los votos que fuesen emitidos por varones y mujeres de los terceros eran válidos.
En 1443 se constituyen como Congregación General de carácter Regular, gracias al Papa Eugenio IV. La desamortización de Mendizábal suprime la Tercera Orden Regular de la península ibérica y es en 1877 cuando la provincia española es restaurada en Mallorca. 